# Sypna subsignata
Sypna subsignata là một loài bướm đêm trong họ Erebidae.